# Тимофеева, Вероника Алексеевна
Вероника Алексеевна Тимофеева (31 марта 1982 года, Ивановка, Уваровский район, Тамбовская область) — российская лыжница и биатлонистка, призёр чемпионата России по биатлону, серебряный призёр Всемирной Универсиады по лыжным гонкам. Мастер спорта России международного класса по лыжным гонкам, мастер спорта России по биатлону.

## Биография
В первой половине карьеры выступала в лыжных гонках, представляла спортивное общество «Динамо». Первый тренер — Н. М. Трушин. В 2003 году стала серебряным призёром Всемирной зимней Универсиады в Тарвизио в масс-старте на 15 км. Трижды побеждала на соревнованиях «Лыжня России» (2004, 2006, 2009), победительница ведомственных соревнований МВД России.
В 2008 году перешла в биатлон. Выступала за Москву, позднее за Республику Мордовия, тренеры — Н. П. Лопухов, М. В. Ткаченко, Л. П. Путятина. В 2009 году была дисквалифицирована на два года за употребление эритропоэтина.
На чемпионате России по биатлону 2013 года стала двукратным серебряным призёром в командной гонке и эстафете, а также бронзовым призёром в гонке патрулей.
Окончила Рязанскую академию права и управления МЮ РФ (2010).
В 2013 году завершила спортивную карьеру.

## Личная жизнь
Разведена, есть дочь и сын. Сын Артём (род. 2014) в младенчестве перенёс клиническую смерть от осложнений при бронхите, и впоследствии спортсменка несколько раз собирала средства на его лечение. По состоянию на март 2025 года имеет ряд неоплаченных микрозаймов, ей необходима срочная финансовая помощь.